# Élections générales espagnoles de 2023 dans la Communauté valencienne
Les élections générales espagnoles de 2023 (en espagnol : Elecciones generales de España de 2023) se tiennent le dimanche 23 juillet 2023 afin d'élire les 350 députés et 208 des 266 sénateurs de la XVe législature des Cortes Generales. 33 députés sont élus dans la Communauté valencienne (un député de plus que lors du dernier scrutin).

## Résultats

### Total régional
| Parti                  | Parti                                                   | Voix      | %     | +/-   | Sièges | +/-           |  |
| ---------------------- | ------------------------------------------------------- | --------- | ----- | ----- | ------ | ------------- |  |
|                        | Parti populaire (PP)                                    | 922 064   | 34,87 | 11,83 | 13     | 5             |  |
|                        | Parti socialiste ouvrier espagnol (PSOE)                | 849 620   | 32,13 | 4,53  | 11     | 1             |  |
|                        | Vox                                                     | 413 703   | 15,65 | 2,81  | 5      | 2             |  |
|                        | Unir pour gagner (SpG) (Sumar-Compromís)                | 402 813   | 15,23 | 5,11  | 4      | 1             |  |
|                        | Parti animaliste contre la maltraitance animale (PACMA) | 19 637    | 0,74  | 0,34  | 0      | en stagnation |  |
|                        | Front ouvrier (FO)                                      | 5 364     | 0,20  | Nv.   | 0      | en stagnation |  |
|                        | Recortes Cero                                           | 3 401     | 0,13  | 0,02  | 0      | en stagnation |  |
|                        | Autres partis                                           | 7 641     | 0,29  | -     | 0      | -             |  |
|                        | Ciudadanos (Cs)                                         |           |       |       |        | 2             |  |
|                        | Vote blanc                                              | 20 040    | 0,76  | 0,02  |        |               |  |
|                        |                                                         |           |       |       |        |               |  |
| Suffrages exprimés     | Suffrages exprimés                                      | 2 644 283 | 98,98 |       |        |               |  |
| Votes nuls             | Votes nuls                                              | 27 327    | 1,02  |       |        |               |  |
| Total                  | Total                                                   | 2 671 610 | 100   | -     | 33     | 1             |  |
| Abstention             | Abstention                                              | 1 064 871 | 28,50 |       |        |               |  |
| Inscrits/Participation | Inscrits/Participation                                  | 3 736 481 | 71,50 |       |        |               |  |

### Alicante
| Parti                  | Parti                                                   | Voix      | %     | +/-   | Sièges | +/-           |  |
| ---------------------- | ------------------------------------------------------- | --------- | ----- | ----- | ------ | ------------- |  |
|                        | Parti populaire (PP)                                    | 330 293   | 36,73 | 12,39 | 5      | 2             |  |
|                        | Parti socialiste ouvrier espagnol (PSOE)                | 287 737   | 32,00 | 3,80  | 4      | en stagnation |  |
|                        | Vox                                                     | 146 133   | 16,25 | 3,40  | 2      | 1             |  |
|                        | Unir pour gagner (SpG) (Sumar-Compromís)                | 115 787   | 12,88 | 4,04  | 1      | en stagnation |  |
|                        | Parti animaliste contre la maltraitance animale (PACMA) | 7 335     | 0,82  | 0,29  | 0      | en stagnation |  |
|                        | Front ouvrier (FO)                                      | 1 724     | 0,19  | Nv.   | 0      | en stagnation |  |
|                        | Parti des autonomes (PA)                                | 1 446     | 0,16  | Nv.   | 0      | en stagnation |  |
|                        | Recortes Cero                                           | 1 135     | 0,13  | 0,03  | 0      | en stagnation |  |
|                        | Marchons ensemble (CJ)                                  | 1 027     | 0,11  | Nv.   | 0      | en stagnation |  |
|                        | Ciudadanos (Cs)                                         |           |       |       |        | 1             |  |
|                        | Vote blanc                                              | 6 575     | 0,73  | 0,07  |        |               |  |
|                        |                                                         |           |       |       |        |               |  |
| Suffrages exprimés     | Suffrages exprimés                                      | 899 192   | 98,94 |       |        |               |  |
| Votes nuls             | Votes nuls                                              | 9 650     | 1,06  |       |        |               |  |
| Total                  | Total                                                   | 908 842   | 100   | -     | 12     | en stagnation |  |
| Abstention             | Abstention                                              | 397 469   | 30,43 |       |        |               |  |
| Inscrits/Participation | Inscrits/Participation                                  | 1 306 311 | 69,57 |       |        |               |  |

### Castellón
| Parti                  | Parti                                                   | Voix    | %     | +/-           | Sièges | +/-           |  |
| ---------------------- | ------------------------------------------------------- | ------- | ----- | ------------- | ------ | ------------- |  |
|                        | Parti populaire (PP)                                    | 108 302 | 35,17 | 11,34         | 2      | 1             |  |
|                        | Parti socialiste ouvrier espagnol (PSOE)                | 100 530 | 32,65 | 4,10          | 2      | en stagnation |  |
|                        | Vox                                                     | 48 913  | 15,88 | 2,75          | 1      | en stagnation |  |
|                        | Unir pour gagner (SpG) (Sumar-Compromís)                | 44 187  | 14,35 | 5,14          | 0      | 1             |  |
|                        | Parti animaliste contre la maltraitance animale (PACMA) | 1 968   | 0,64  | 0,20          | 0      | en stagnation |  |
|                        | Front ouvrier (FO)                                      | 721     | 0,23  | Nv.           | 0      | en stagnation |  |
|                        | Recortes Cero                                           | 493     | 0,16  | 0,07          | 0      | en stagnation |  |
|                        | Phalange espagnole (FE-JONS)                            | 161     | 0,05  | en stagnation | 0      | en stagnation |  |
|                        | Vote blanc                                              | 2 655   | 0,86  | 0,10          |        |               |  |
|                        |                                                         |         |       |               |        |               |  |
| Suffrages exprimés     | Suffrages exprimés                                      | 307 930 | 98,83 |               |        |               |  |
| Votes nuls             | Votes nuls                                              | 3 651   | 1,17  |               |        |               |  |
| Total                  | Total                                                   | 311 581 | 100   | -             | 5      | en stagnation |  |
| Abstention             | Abstention                                              | 119 249 | 27,68 |               |        |               |  |
| Inscrits/Participation | Inscrits/Participation                                  | 430 830 | 72,32 |               |        |               |  |

### Valence
| Parti                  | Parti                                                   | Voix      | %     | +/-   | Sièges | +/-           |  |
| ---------------------- | ------------------------------------------------------- | --------- | ----- | ----- | ------ | ------------- |  |
|                        | Parti populaire (PP)                                    | 483 469   | 33,64 | 11,56 | 6      | 2             |  |
|                        | Parti socialiste ouvrier espagnol (PSOE)                | 461 353   | 32,10 | 5,06  | 5      | 1             |  |
|                        | Unir pour gagner (SpG) (Sumar-Compromís)                | 242 839   | 16,90 | 5,71  | 3      | en stagnation |  |
|                        | Vox                                                     | 218 657   | 15,21 | 2,48  | 2      | 1             |  |
|                        | Parti animaliste contre la maltraitance animale (PACMA) | 10 334    | 0,72  | 0,39  | 0      | en stagnation |  |
|                        | Front ouvrier (FO)                                      | 2 919     | 0,20  | Nv.   | 0      | en stagnation |  |
|                        | Pour un monde + juste (PUM+J)                           | 1 778     | 0,12  | 0,05  | 0      | en stagnation |  |
|                        | Recortes Cero                                           | 1 773     | 0,12  | 0,01  | 0      | en stagnation |  |
|                        | État-providence valencien (EVB)                         | 1 442     | 0,10  | Nv.   | 0      | en stagnation |  |
|                        | Autres partis                                           | 1 787     | 0,12  | -     | 0      | -             |  |
|                        | Ciudadanos (Cs)                                         |           |       |       |        | 1             |  |
|                        | Vote blanc                                              | 10 810    | 0,75  | 0,03  |        |               |  |
|                        |                                                         |           |       |       |        |               |  |
| Suffrages exprimés     | Suffrages exprimés                                      | 1 437 161 | 99,03 |       |        |               |  |
| Votes nuls             | Votes nuls                                              | 14 026    | 0,97  |       |        |               |  |
| Total                  | Total                                                   | 1 451 187 | 100   | -     | 16     | 1             |  |
| Abstention             | Abstention                                              | 548 153   | 27,42 |       |        |               |  |
| Inscrits/Participation | Inscrits/Participation                                  | 1 999 340 | 72,58 |       |        |               |  |